# Tiemena
Tiemena è un comune rurale del Mali facente parte del circondario di Bla, nella regione di Ségou.
Il comune è composto da 10 nuclei abitati:
- Galakan
- Goualan
- M'Bienina
- Maréla
- N'Gondia
- Nampelabougou
- Nionina
- Tangabougou
- Tiemena
- Toforola